# Абу Мусаб аз-Заркаві
Абу Мусаб аз-Заркаві (араб. أحمد فضيل النزال الخلايله, йорданська вимова д·і) (араб. ابو مصعب الزرقاوي; 30 жовтня 1966, Зарка — 7 червня 2006) — міжнародний терорист, йорданець за походженням, керівник створеної ним організації «Єдинобожність та джихад» («al-Tawhid wal-Jihad», згодом виросла в Ісламську Державу), підозрюється у зв'язках з міжнародною терористичною організацією «Аль-Каїда».

## Біографія
Аз-Заркаві народився, імовірно, 20 жовтня 1966 року в місті Зарка (Йорданія) неподалік від Аммана. Його справжнє ім'я, імовірно, — Ахмед Фадил Халейла (араб. أحمد فاضل النزال الخلايله). Був учасником Афганської війни, у роки якої воював проти Радянської Армії. Після повернення до Йорданії був помічений у підривних діях проти короля, за що його було заарештований та провів сім років у в'язниці (1992–1999). З 2003 року в Іраку. Аз-Заркаві підозрюється в організації безлічі терористичних актів, зокрема вибухів з використанням замінованих автомобілів, спрямованих проти іноземців, іракців, які співпрацюють з американськими військовими силами та нової іракською адміністрацією в Іраку, та іракських шиїтів. Крім того, аз-Заркаві організовує викрадання іноземних заручників та особисто бере участь у їх стратах.

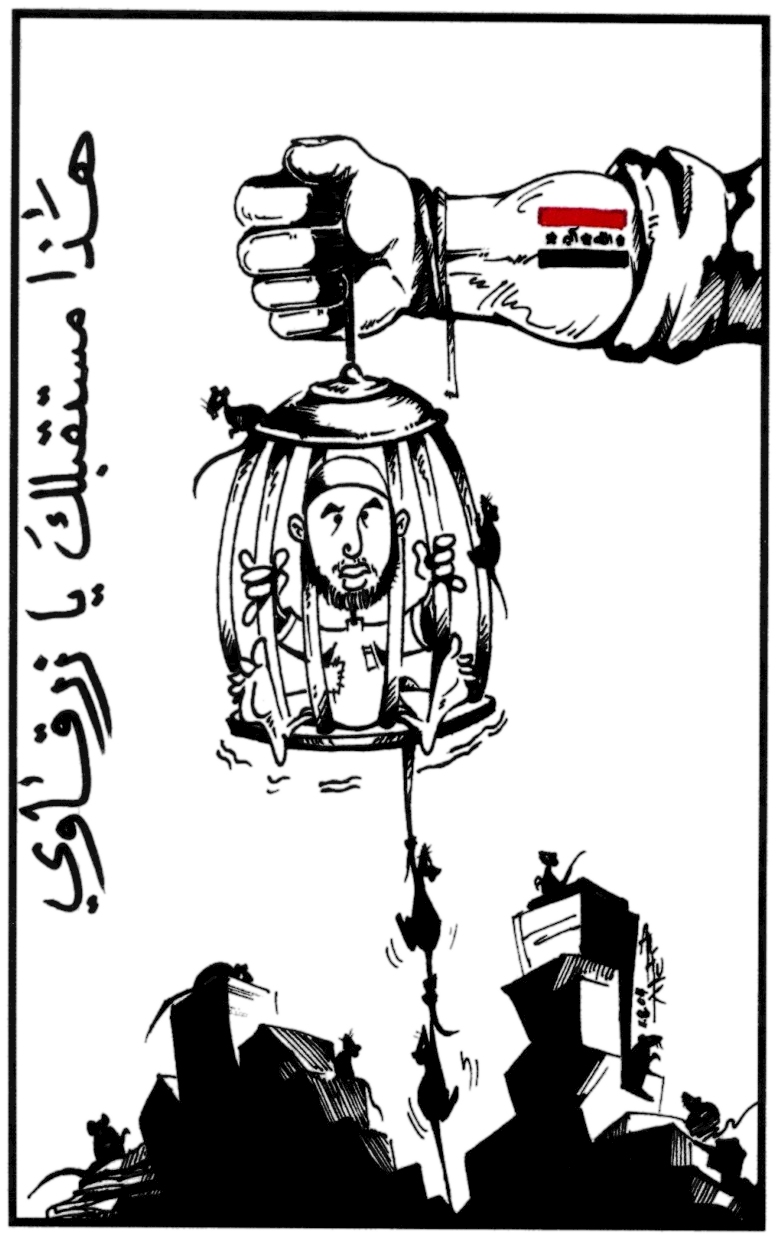
Американська пропагандистська листівка. Напис арабською: «Це — твоє майбутнє, Заркаві»

Американська влада призначили нагороду у 25 мільйонів доларів США за його упіймання.
Інформація про особисту біографію аз-Заркаві заснована на повідомленнях з різних джерел і з плином часу змінювалася — багато у чому з кон'юнктурних міркувань, пов'язаним з інтересами американських спецслужб.
Головне його кредо — боротьба із західним впливом на мусульманське суспільство.
За розповідями людей, які особисто спілкувалися з аз-Заркаві, він похмура, запальна людина.
За даними американських спецслужб, аз-Заркаві — один з найближчих соратників Осами бен Ладена в міжнародній терористичній організації «Аль-Каїда» та керівник іракського угруповання «Ансар аль-Іслам».
Світову популярність аз-Заркаві отримав завдяки державному секретарю США Коліну Павеллу, який взимку 2003 року, виступаючи на засіданні Ради безпеки ООН та намагаючись довести, що Ірак загрожує всьому світу своїм зброєю масового ураження та пов'язаний з «Аль-Каїдою», розповів, зокрема, про сполучну ланку між Саддамом Хусейном та Осамою бен Ладеном. Цією сполучною ланкою нібито і був Абу Мусаб аз-Заркаві.
Однак незабаром після закінчення бойових дій, коли жодних слідів хімічної зброї в Іраку не було знайдено, з «помічника Осами бен Ладена з хімічної зброї» аз-Заркаві перекваліфікували у керівника іракського осередку «Аль-Каїди». Таким чином командування коаліційних військ пояснило посилення опору американським військам.
2004 року Абу Мусабу Заркаві стали приписувати організацію практично всіх великих терактів, як в Іраку, так і за його межами. Навіть стверджуваолося, що він має більший вплив ніж сам Осама бен Ладен — можливо, оскільки той загинув або не в змозі підтримувати зв'язки зі своїми прихильниками.
Влітку 2004 року, на тлі загострення відносин між США й Іраном, Американські ЗМІ стали підкреслювати зв'язки аз-Заркаві з іранськими релігійними владою. Виявилося, що зовсім недавно він постійно проживав у Тегерані.
І нарешті, існувала думка, що аз-Заркаві сам вже давно загинув у результаті американського авіаудару. Представники однієї з ісламістських організацій заявили у квітні 2004 року, що аз-Заркаві насправді мертвий, а всі відозви, які публікуються в інтернеті від його імені, насправді сфабриковані, щоб розпалити в Іраку громадянську війну та стравити шиїтів та сунітів. При цьому вказують на американські спецслужби як на авторів фабрикації.
Однією з важливих деталей в описі Абу Мусаба Заркаві з самого початку було його каліцтво. Ще Колін Павелл стверджував, що під час Афганської війни він був поранений у ногу і довго лікувався. Зрештою ногу йому ампутували, і те, що операція була зроблена у Багдаді, також вважалося доказом близькості Заркаві до Саддама Хусейна.
Проте 2004 року американські спецслужби переглянули свої початкові дані і було оголошено, що терорист зовсім не інвалід.
18 вересня 2004 року організація «Єдинобожність та джихад», очолювана аз-Заркаві, оголосила про початок безпрецедентної акції зі скупки викрадених іноземців у кримінальних банд. Іракські спецслужби вважають, що місцеві кримінальні ватажки налагодили своєрідний бізнес: вони викрадають іноземців, а потім задешево продають їх людям аз-Заркаві.
20 листопада 2005 року 57 старійшин клану Халейла — одного з найбільш впливових бедуїнських родів у Йорданії, що має родинні зв'язки навіть із правлячою у Йорданії Хашимітською династією, — підписали відкритий лист, у якому вони відреклися від свого родича та засудили терористичні акції аз-Заркаві. Приводом для цього послужили три вибухи у готелях Аммана, що відбулися у листопаді 2005 року. Відповідальність за ці вибухи взяло на себе угруповання аз-Заркаві. Сам же він виступив з погрозами вбити короля Йорданії Абдаллу II.
7 червня 2006 року аз-Заркаві й сім його соратників було вбито двома бомбами, скинутими американським винищувачем-бомбардувальником F-16 за сім кілометрів від міста Баакуба. Бомби потрапили у будівлю, розташовану за координатами 33°48′2.83″ пн. ш. 44°30′48.58″ сх. д. / 33.8007861° пн. ш. 44.5134944° сх. д.. У ній тоді перебував Абу Мусаб аз-Заркаві разом з шістьма іншими людьми. Серед убитих була його молода дружина та дитина.